# Lehe (Dithmarschen)
Lehe er en by og kommune i det nordlige Tyskland, beliggende i Amt Kirchspielslandgemeinden Eider i den nordlige del af Kreis Dithmarschen. Kreis Dithmarschen ligger i den sydvestlige del af delstaten Slesvig-Holsten.

## Geografi
Lehe er den nordligste kommune i Kreis Dithmarschen. De nærmeste større byer er kreisens administrationsby Heide (ca. 22 km) og Husum (ca. 21 km; administrationsby i den mod nord liggende Kreis Nordfriesland).

### Nabokommuner
Nabokommuner er (med uret fra vest) kommunerne Oldenswort, Witzwort og Koldenbüttel (alle i Kreis Nordfriesland) samt Sankt Annen, Lunden og Groven (alle i Kreis Dithmarschen).